# アンソニー世界を喰らう
『アンソニー世界を喰らう』（アンソニーせかいをくらう、Anthony Bourdain: No Reservations）は、ディスカバリーチャンネルのテレビ番組。アメリカ合衆国では2005年から放送開始。
自ら料理人であり、ノンフィクション『キッチン・コンフィデンシャル』の著者でもあるアンソニー・ボーディン（※正しくはボーデイン）が世界中を旅し、地元の景観、風俗、食材、料理などを堪能し紹介する。単なる旅番組、グルメ番組の枠を超えた、アンソニーの歯に衣着せぬ毒舌ぶりと、あらゆる食を堪能しようという前向きな姿勢が好感をもって迎えられ人気を博し、2010年にはシーズン6が製作・放送されている。また、シーズン2および3で放送されたベイルートの回は2007年度エミー賞候補に推され、2009年にはシリーズ全体がエミー賞を受賞した。

## 訪問した国・地域・都市

### シーズン1
- フランス
- アイスランド
- ニュージャージー
- ベトナム
- マレーシア
- イタリア（シシリア島）
- ラスベガス
- ウズベキスタン
- ニュージーランド

### シーズン2
- アジアスペシャル（中国・日本）
- フロリダ
- ペルー
- カナダ
- スウェーデン
- プエルトリコ
- 大阪
- テキサス
- インド（ラジャスターン／カルカッタ＆ボンベイ）
- 韓国
- インドネシア
- スペイン
- レバノン

### シーズン3
- アイルランド
- ガーナ
- シアトル
- ナミビア
- ロシア
- ロサンゼルス
- 上海
- ニューヨーク
- ブラジル
- タヒチ
- オハイオ
- 香港
- アルゼンチン
- サウスカロライナ
- イタリア（トスカーナ地方）

### シーズン4
- コネティカット：ホリデー・スペシャル
- シンガポール
- ベルリン
- バンクーバー
- ギリシア（クレタ島）
- ニューオリンズ
- イギリス
- ジャマイカ
- ルーマニア
- ハワイ
- ニューヨーク
- ラオス
- コロンビア
- サウジアラビア
- ウルグアイ
- アメリカ南西部（カリフォルニア、アリゾナ、テキサス）
- 東京[1]
- スペイン
- エジプト

### シーズン5
- プエブラ、メキシコシティ
- ベニス
- ワシントンD.C.
- アゾレス諸島（ポルトガル）
- シカゴ
- マニラ、パンパンガ州、セブ島（フィリピン）
- マンハッタン
- コロンボ
- ベトナム
- チリ
- ビクトリア州（オーストラリア）
- ボルチモア、デトロイト、バッファロー（ニューヨーク州）
- サンフランシスコ
- タイ王国
- モンタナ
- ニューヨーク
- サルディーニャ（イタリア）
- ボストン
- 北海道
- マカオ（中国）
- ナポリ（イタリア）
- ロンドン
- エル・ブリ（スペインのレストラン）
- 砂漠地帯（アメリカ南西部）
- ウクライナ
- クルディスタン（イラク）
- ケイジャン料理（アメリカ･ルイジアナ州の料理）
- ブラジル北部

## その他
- 番組本編の冒頭では、いわゆるお断りテロップが出されるが、そこでは、紹介される地域のイメージを連想される演出がある。[2]
- 日本国内向けの放送では2012年頃から、日本語字幕放送から同時通訳放送に変わった。アンソニーの日本語吹き替えは大塚明夫が担当した。
- 2013年5月にはアニマルプラネットで「アジアウィーク」として、アジアを訪れた回を実質再放送扱いで放送している。ただし、EPG上のタイトルは、「アンソニー in (地名)」である。

## 関連書籍
- 『キッチン・コンフィデンシャル』（野中邦子訳、新潮社） 2000、のち新潮文庫 2005、のち新装版 2015
- 『世界を食いつくせ! キッチン・コンフィデンシャル・ワールド・エディション』（野中邦子訳、新潮社） 2003　ISBN 978-4105411022
- 『クックズ・ツアー』（野中邦子訳、土曜社） 2015　ISBN 978-4907511081